# Tommy Chiche
Tommy Chiche (Marsella, Francia, 19 de mayo de 1986) es un compositor y cantante francés.

## Trayectoria artística
Compositor y músico multiinstrumentista (guitarra, piano), en 2005 Patrick Fiori cuenta con su voz en los coros del disco Si on chantait plus fort, para la canción del mismo título y para Arrêtons là. En 2010 le acompaña en su gira, y posteriormente también en la gira Encore un tour en 2012 y 2013.  Tommy es autor del tema J'espère que tu vas bien que será publicado en single a dúo con Fiori. Le acompaña en directos en el Olympia de París, el Casino de París, el Dôme de Marsella o el Forest National de Bruselas; también en dúos en televisión (4 mots sur un piano, La valse du bonheur, J'espère que tu vas bien). 
En su trayectoria en solitario será conocido bajo el nombre artístico de Tommy. Su encuentro con Jean-Jacques Goldman le enriquecerá personalmente (2015, Les Enfoirés - tema coral Toute la vie). y publicará su primer trabajo: Prélude (2012), y posteriormente L'aube claire (2014) y en 2017 el tercero titulado Next!, canciones con las que se da a conocer en directos en Francia y Bélgica.
En 2020-2021 participa en el espectáculo infantil con el cuento musical «Le voyage de Linou» creado y llevado a escena por Raffaela Pflüger, con canciones escritas, compuestas e interpretadas por Tommy, del que se publica un audio-libro.
También en 2021 vuelve a componer para Patrick Fiori la música del tema Toi que se incluye en el disco Un air de famille. El escritor Laurent Scalese le propone escribir una canción para su novela Je l'ai fait pour toi, inspirándose en su personaje principal Samuel Moss, de esta colaboración nace su canción Ton tour (Crime parfait). En 2023 publica una nueva versión inédita de su tema La valse du bonheur que había compuesto en 2007.

## Discografía
- Prélude (2012)
- L'aube claire (2014)
- J'espère que tu vas bien (2014, single con Patrick Fiori, extraído de su disco Choisir)[7]
- Next! (2017)